# Нижний Дор
Нижний Дор — деревня в Шекснинском районе Вологодской области.
Входит в состав сельского поселения Угольского, с точки зрения административно-территориального деления — в Угольский сельсовет.
Расстояние по автодороге до районного центра Шексны — 37 км, до центра муниципального образования Покровского — 11 км. Ближайшие населённые пункты — Рылово, Былино, Верхний Дор, Селино, Мальгино, Мальгино.
По переписи 2002 года население — 9 человек.